# Linares (miasto w Chile)

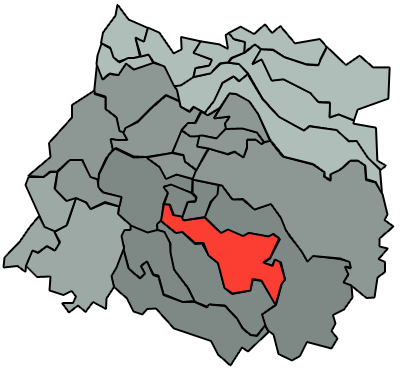
Miasto Linares

Linares – stolica prowincji Linares, Chile, 70 tys. mieszkańców. Región del Maule, zwany też Regionem VII. Założone w 1794 roku.

## Miasta partnerskie
- Linares